# Sommersted
Sommersted (tysk: Sommerstedt) er en by i Sønderjylland med 1.037 indbyggere  (2024), beliggende 11 km nord for Vojens, 17 km syd for Vamdrup, 38 km øst for Ribe og 17 km nordvest for Haderslev. Byen hører til Haderslev Kommune og ligger i Region Syddanmark. I 1970-2006 hørte Sommersted til Vojens Kommune.
Sommersted hører til Sommersted Sogn. Den monumentale Sommersted Kirke ligger i byens nordøstlige del, som er den gamle landsby.

## Museerne i Over Lert
9 km nord for Sommersted ligger Over Lert Kirke, der blev bygget i 1892 og var Sommersted Sogns anden kirke. Den blev lukket i 1997 og overdraget til Dansk Klokkemuseum, der var etableret i 1991. Alter, døbefont og orgel står stadig i kirken, så museets bestyrelse kan holde gudstjeneste, hvis den selv sørger for præst og betjening, og det sker ca. 4 gange om året.
Klokkemuseet ligger ved siden af Sønderjysk Skolemuseum, der blev etableret i 2006 og har til huse i Over Lerte Skole, der består af en landsbyskole fra 1856 og en tilbygning fra 1907.

## Faciliteter
- Fællesskolen Nustrup Sommersted har tilsammen 200 elever, fordelt på 0.-6. klasse, og 43 ansatte. Nustrup afdeling har 123 elever i ét spor. Begge afdelinger har SFO.[4]
- Sommersted-hallen ved siden af skolen er opført i 1982. I dagtimerne fungerer den som idrætshal for skolen, og i eftermiddags- og aftentimerne er den udgangspunkt for Sommersted Idrætsforenings aktiviteter, såvel indendørs som udendørs: fodbold, håndbold, badminton, gymnastik, tennis og kroket. Svømning foregår i Vojens Svømmehal.[5]
- Troldemarken er en integreret daginstitution med 14 børn under 3 år og 44 børn på 3-6 år.[6]
- Sommersted Plejehjem blev startet i byens nedlagte præstegård i 1961 og består nu af 25 ældreboliger, 10 beskyttede boliger og 4 aflastningsstuer.[7]
- Byen har købmandsforretning og pizzeria.

## Historie
Sommersted fik jernbanestation på Vamdrup-Padborg banens strækning Vojens-Vamdrup, som blev åbnet 1. november 1866. Stationen lå 1½ km sydvest for kirkelandsbyen. Omkring stationen opstod en stationsby, som først midt i 1900-tallet voksede sammen med kirkelandsbyen. Stationen blev nedrykket til trinbræt i 1971 og nedlagt i 1974, men var stadig krydsningsstation indtil 1996, hvor strækningen blev dobbeltsporet.
Haderslev Amts Jernbaners strækning Haderslev-Skodborg (1905-1933) gik gennem Sommersted, som fik hele 4 standsningssteder på den smalsporede amtsbane: Sommersted Øst trinbræt ved Østerkro, Sommersted By trinbræt ved Lindegård, Sommersted amtsbanegård og Sommersted Vest station, senere trinbræt, ved Mosevænget. Fra amtsbanegården gik et forbindelsesspor til statsbanen, men hovedsporet fortsatte over statsbanen på en bro hvor Amtsbanevejen også nu går over banen på en bro – den østligste kilometer af Amtsbanevejen er nemlig anlagt på amtsbanens tracé. Amtsbanegårdens stationsbygning er bevaret på Søndermarksvej 1.
Det danske målebordsblad er tegnet efter nedlæggelsen af amtsbanen og viser et bageri i kirkebyen og hoteller, postkontor, telefoncentral og lægebolig i stationsbyen.